# Schlacht bei Emmendingen
1792

Porrentruy – Marquain – Quiévrain – Verdun – Thionville – Valmy – Lille – Mainz (1792) – Jemappes
1793

Aldenhoven I – Namur – Neerwinden – Mainz (1793) – Famars – Valenciennes (1793) – Arlon (1793) – Hondschoote – Meribel – Avesnes-le-Sec – Pirmasens – Toulon – Fontenay-le-Comte – Cholet – Lucon – Trouillas – Dünkirchen – Le Quesnoy – Menin I – Wattignies – Weißenburg I – Biesingen – Kaiserslautern I – Weißenburg II
1794

Boulou – Landrecis – Menin II – Mouscron – Martinique – Guadeloupe – Tourcoing – Tournai – Kaiserslautern II – San-Lorenzo de la Muga – 13. Prairial – Fleurus – Kaiserslautern III – Vosges – Aldenhoven II
1795

Cornwallis’ Rückzug – Genua – Groix – Hyeres – Handschuhsheim – Mainz (1795) – Mannheim – Loano
1796

Montenotte – Millesimo – Dego – Mondovì – Lodi – Borghetto – Castiglione – Mantua – Siegburg – Altenkirchen – Wetzlar – Kircheib – Kehl – Kalteiche – Friedberg  – Malsch – Neresheim – Sulzbach – Deining – Amberg – Würzburg – Neufundland – Rovereto – Bassano – Limburg – Biberach I – Emmendingen – Schliengen – Caldiero – Arcole – Irland
1797

Fall von Kehl – Rivoli (1797) – St. Vincent – Diersheim – Santa Cruz – Neuwied – Camperduin
Die Schlacht bei Emmendingen fand am 19. Oktober 1796 während des Feldzuges der französischen Rhein- und Moselarmee unter ihrem Befehlshaber Jean Victor Marie Moreau in Deutschland und den Truppen des Reichsfeldmarschalls Erzherzog Karl von Österreich-Teschen bei Emmendingen statt. Es handelte sich um ein zweitrangiges Gefecht, da sich die Franzosen bereits im vollen Rückzug befanden und sie in der Absetzbewegung angegriffen wurden.

## Vorgeschichte
Während des Feldzuges in Deutschland trafen die französische Rhein- und Mosel-Armee und die Sambre-Maas-Armee unter Jean-Baptiste Jourdan auf die kaiserlichen Truppen unter dem Kommando von Karl von Österreich-Teschen. Karl ließ ein Korps von 30.000 Mann unter dem Kommando von Feldzeugmeister Baillet-Latour gegen die Rhein- und Mosel-Armee aufmarschieren und wandte sich selbst gegen die, durch Franken, Spessart, Taunus und Westerwald (siehe Erster Koalitionskrieg) auf den Rhein zurückgehende Sambre-Maas-Armee.
Die Armee Moreau setzte derweil ihren geplanten Weg auf München fort und erreichte Rain am Lech. Hier erfuhr Moreau von der Niederlage Jourdans in der Schlacht bei Amberg und in der Schlacht um Würzburg. Als er erkannte, dass Erzherzog Karl in das Rheintal marschieren wollte, um ihm in den Rücken zu fallen, entschied Moreau am 19. September, sich quer durch den Schwarzwald zurückzuziehen. Die österreichischen Truppen unter Baillet-Latour, die den Auftrag hatten, Moreau durch ständige Störmanöver aufzuhalten, wurden am 2. Oktober in der Schlacht bei Biberach angegriffen und geschlagen.
Erzherzog Karls Hauptmacht war am 29. September von Schwetzingen über Karlsruhe, Rastatt nach Bühl vorgegangen; am 7. Oktober stand seine Vorhut bei Offenburg. Latours Truppen erreichten am 16. Hornberg und vereinigten sich am 17. Oktober im Lager bei Mahlberg mit der Armee des Erzherzog auf 17.500 Mann und 7000 Reiter.

## Die Schlacht

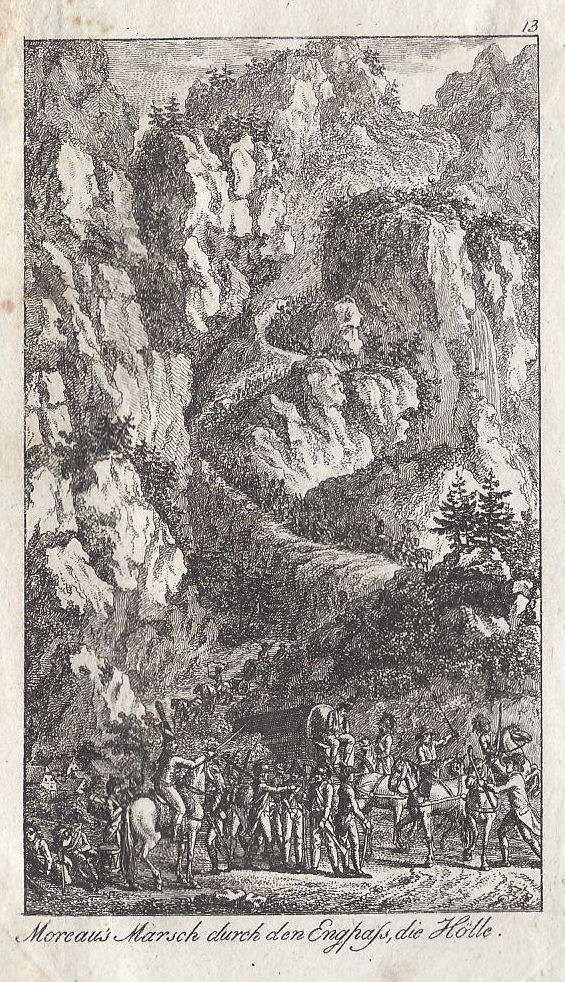
Moreaus Marsch durch den Engpass der Hölle im Oktober 1796

Nachdem Moreau den Schwarzwald durchquert hatte, traf seine Armee am 19. Oktober in der Umgebung von Emmendingen ein. Seine Truppen standen auf der Linie Riegel – Emmendingen – Waldkirch, sein rechter Flügel unter General Ferino deckte die Pässe durch den Schwarzwald gegen die nachfolgenden österreichischen Truppen unter den Generalen Fröhlich und Nauendorf.
Die Franzosen lagen am 19. Oktober morgens in folgenden Stellungen: Am linken Flügel unter Desaix sicherte die Division Sainte-Suzanne mit 9 Bataillonen und 12 Schwadronen am linken Ufer der Elz bei Riegel. Auf dem rechten Ufer bei Malterdingen lag die Division Beaupuy mit 12 Bataillonen und 12 Schwadronen.
Im Anschluss nach rechts, wo das Zentrum unter General Saint-Cyr vor Emmendingen lag, sicherte durch einen Bach getrennt, die Division Duhesme mit 12 Bataillonen und 8 Schwadronen. Außen rechts im Elztal von Waldkirch lag die Brigade Girard der Division Ambert, bei Zähringen wurde als Reserve die Brigade Lecourbe versammelt.
Nach Norden war die Kavallerie in der Nähe von Holzhausen konzentriert, die gesamten französischen Stellungen waren etwa 5 Kilometer lang. Das detachierte Korps unter General Ferino hielt mit weiteren 15 Bataillonen und 16 Schwadronen das Höllental und die benachbarten Höhen besetzt. Die einen Rhein-Übergang suchenden Franzosen wurden erst ab 10 Uhr vormittags von den verfolgenden Österreichern angegriffen.
- Die 1. Kolonne unter FML Nauendorf (8 Bataillons, 12 Eskadronen) sollte Waldkirch angreifen.
- Die 2. Kolonne unter FZM Wartensleben (12,5 Bataillons, 23 Eskadronen) wurde auf Emmendingen angesetzt, sollte die Brücke über die Elz nehmen und die Anhöhen von Landeck und Tennenbach besetzen.
- Die 3. Kolonne unter FZM Latour (8,5 Bataillone, 15 Eskadronen) hatte über Heimbach und Malterdingen auf Köndringen vorzugehen.
- Die 4. Kolonne unter FML Fürstenberg (5 Bataillone, 32 Eskadronen) sollte Kenzingen besetzen, und den Gegner zwischen Rust, Kappel und Grafenhausen festhalten.

Als die Österreicher die Höhen von Kollnau besetzten, mussten die Franzosen ihren Angriff vor Bleibach aufgeben und Kollnau und Waldkirch wieder räumen. Nauendorfs Truppen verstärkten die von dem Kandelberg stehenden Truppen und griffen die neue Stellung der Franzosen hinter Waldkirch nochmals erfolgreich an. Die sich zurückziehend kämpfenden Franzosen verloren während des Treffens etwa 1000 Gefallene (darunter den Général de division Michel de Beaupuy) und mehrere hundert Gefangene, woraufhin die Österreicher die Schlacht als Sieg deklarierten. Feldzeugmeister von Wartensleben war während der Kämpfe schwer verwundet worden. Die Regierung in Paris ging sogar von einer kompletten Vernichtung der Rhein- und Mosel-Armee aus, was sich aber als unbegründet erwies.

## Folgen
Nach verlorener Schlacht erkämpfte sich Moreau am 20. Oktober seinen Rückzug hinter die Dreisam. Seinen General Desaix sandte er über Breisach auf der linken Rheinseite nach Kehl. Die Erwartung, dass daraufhin auch der Erzherzog eine namhafte Anzahl Truppen nach Kehl zurückbeordern würde, ging jedoch nicht in Erfüllung, so dass Moreau für die folgenden Kämpfe in eine schwächere Position geriet. Die vereinigten französischen Verbände zogen sich nun weiter nach Süden zurück, um am 22. Oktober eine vorteilhafte Stellung bei Schliengen zu beziehen. Zwischen Basel und Freiburg im Breisgau entwickelte sich am 24. Oktober die Schlacht bei Schliengen, nach der die Franzosen über den Rhein entkommen konnten.